# Washington (Oklahoma)
Washington è un comune degli Stati Uniti d'America, situato nello Stato dell'Oklahoma, nella Contea di McClain.
Secondo i dati del censimento effettuato nel 2000, il comune ha una popolazione di 520 abitanti.